# 益都火柴厂
山东省益都火柴厂，创建于1920年东益火柴公司，是位于中国山东益都的一个火柴公司。

## 概述
1920年，宋传典在青州创建，原为东益火柴公司。1924年，公司招收大量劳工。因生活条件恶劣，同年11月，李春荣为首的团青州特委开始组织工人运动。1930年5月，南京国民政府颁布《商标法》。1931年，公司经申请注册丰年、平安商标。1935年4月25日发生火灾，烧毁厂房、机器，损失六万元，被迫停产。1949年7月3日，昌潍特区经建处与停产十多年的东益火柴公司公私合营，成立新益火柴公司。1949年7月正式投产，改名公私合营新益火柴公司。1951年11月，私股退出，改为地方国营新益火柴厂。1952年，并入安丘新安火柴厂。1954年6月，潍坊太平火柴厂、胶县民生火柴厂两厂并入，改名为山东地方国营益都火柴厂。1975年5月19日，因发生严重大火，造成17人死亡、5人受伤。1986年，因益都升级为青州，它又改名青州火柴厂。1990年代，中共青州市委对国有资产实施破产重组。